# Joko Anwar
Joko Anwar (nascut el 3 de gener de 1976) és un director de cinema, productor, guionista i actor indonesi. Abans de convertir-se en cineasta, va treballar com a periodista i crític de cinema.
Anwar es va destacar per primera vegada per coescriure l'èxit de Nia Dinata el 2003 Arisan!, que va guanyar cinc premis al Premis Citra de 2004. Després va fer el seu llargmetratge de debut com a director amb la comèdia romàntica Janji Joni el 2005, guanyant una nominació a Millor director als Premis Citra de 2005. Des d'aleshores ha dirigit una àmplia gamma de gèneres: el thriller noir Dead Time: Kala (2007), el thriller psicològic The Forbidden Door (2009), la pel·lícula de terror sobrenatural Satan's Slaves (2017) i la seva seqüela Satan's Slaves 2: Communion (2022), i la pel·lícula de superherois Gundala (2019). El 2024, la sèrie d'antologia d'Anwar Joko Anwar's Nightmares and Daydreams es va publicar a Netflix.
Anwar ha guanyat 3 Premis Citra de les 13 nominacions per a la direcció i el guió. Va guanyar els premis al millor director en dues ocasions: el 2015 pel drama urbà A Copy of My Mind i el 2020 pel folk de terror Impetigore així com el premi al millor guió el 2008 per coescriure Fiksi. de Mouly Surya. També ha estat nominat a un total de 7 Premis Maya, guanyant el Millor Director per Satan's Slaves el 2017. El 2022, Anwar tenia dues pel·lícules a la llista de les 10 millors pel·lícules d'Indonèsia més taquilleres de tots els temps: Satan's Slaves 2: Communion al tercer lloc amb 6,39 milions d'entrades i Satan's Slaves al número 9 amb 4,2 milions d'entrades.
Com a actor, Anwar ha aparegut en diverses pel·lícules, incloent papers protagonitzats al premiat llargmetratge debut d'Edwin Blind Pig Who Wants to Fly al costat de  Ladya Cheryl.
El 2019, Indonesia Tatler va incloure Anwar a la seva llista dels directors de cinema més influents del cinema indonesi].

## Primers anys
Anwar va néixer a Medan, Sumatra Septentrional on va créixer veient pel·lícules de kung fu i de terror.

## Carrera

### 2003–2008:Arisan!, debut com a director i èxit general
Durant una entrevista amb Nia Dinata, que estava guanyant elogis pel seu llançament de 2002 Ca-bau-kan, per a The Jakarta Post, Anwar va impressionar el cineasta que al seu torn li va demanar que s'unís a un projecte en el qual estava treballant. Els dos van coescriure el guió del que seria l'èxit més gran de Dinata fins al moment publicat Arisan! l'any 2003. La pel·lícula va guanyar elogis i va aconseguir diversos premis a la millor pel·lícula als Premis Citra de 2004, als MTV Indonesia Movie Awards de 2004 i al Festival de Cinema de Bandung de 2004. Dinata i Anwar també van obtenir elogis pel seu guió, rebent una nominació al premi Citra al millor guió.
El 2005, Anwar va fer el seu debut com a director amb la comèdia romàntica Janji Joni amb un repartiment ple d'estrelles que inclou Nicholas Saputra, Mariana Renata, Rachel Maryam, Surya Saputra i desenes de cameos de celebritats, inclosa Nia Dinata, basat en una història que va escriure per primera vegada el 1998. La pel·lícula va impulsar Anwar a l'èxit general, ja que es va convertir en un èxit de taquilla i va obtenir 9 nominacions al Premi Citra del 2005, incloent Millor pel·lícula i Millor director per Anwar, perdent davant el drama biogràfic Gie i Hanung Bramantyo ( Brownies) respectivament. A la pel·lícula se li atribueix la reactivació de la carrera de Barry Prima, un artista i actor marcial internacional, que és l'heroi de la infància d'Anwar.
El 2007, Joko Anwar va escriure i dirigir Dead Time: Kala, el primer llargmetratge de cinema negre d'Indonèsia. Va obtenir crítiques entusiastes de Sight & Sound, escollint-la com un dels millors de l'any mentre va nomenar Anwar com un dels cineastes més intel·ligents d'Àsia. La pel·lícula es va projectar en nombrosos festivals de cinema i va guanyar un Premi del Jurat al Festival de Cinema Asiàtic de Nova York de 2007. The Hollywood Reporter va elogiar la pel·lícula com "un sofisticat whodunit negre en homenatge a la pel·lícula de Fritz Lang "M". El mateix any, Anwar va escriure el guió d'altres dues estrenes importants: la comèdia sexual Quickie Express de Dimas Djayadiningrat i una adaptació. de la novel·la més venuda de Moammar Emka, Jakarta Undercover. El primer va guanyar la millor pel·lícula al Festival Internacional de Cinema de Jakartal de 2008.
El 2008, Anwar va coescriure el guió del thriller psicològic fiksi., el debut com a director de Mouly Surya. La pel·lícula va tenir un gran èxit i va rebre el reconeixement universal. Als premis Citra de 2008, va rebre 10 nominacions i en va guanyar 4, inclòs el millor guió, donant a Anwar el seu primer premi Citra.

### 2009–2016: reconeixement internacional i premi Citra al millor director
Anwar va explorar el gènere del thriller psicològic a la seva següent pel·lícula, Pintu Terlarang, que es va estrenar el 2009. Amb Fachri Albar i Marsha Timothy com a parella casada amb secrets foscos, la pel·lícula va obtenir un notable reconeixement de la comunitat cinematogràfica internacional. El crític de cinema de la revista TIME Richard Corliss va escriure que la pel·lícula podria ser "la targeta de visita d'Anwar per a l'ocupació internacional, si només els magnats de Hollywood volguessin alguna cosa fora del seu propi rang" i que és "un exemple del que podrien ser les pel·lícules però poques vegades s'atreveix a provar". Maggie Lee de The Hollywood Reporter va escriure que "faria [Alfred] Hitchcock i [Pedro] Almodóvar orgullosos" mentre elogiaven Anwar per "[accessoris] el seu terrorífic suspens-terror amb una sèrie enlluernadora d'homenatge d'auteur". La pel·lícula es va projectar a diversos festivals internacionals de cinema, com ara el The Times BFI London Film Festival, el Festival Internacional de Cinema de Rotterdam i el Festival Internacional de Cinema Fantàstic de Bucheon, on va guanyar el premi Best of Bucheon. El mateix any, també va interpretar un paper menor a Macabre, pel·lícula slasher de Timo Tjahjanto i Kimo Stamboel. El 2013, va aparèixer com a productor de pel·lícules ombrívoles a la comèdia satírica de Sammaria Simanjuntak Demi Ucok.
El següent llançament d'Anwar va ser el thriller de terror Modus Anomali, que es va estrenar a Indonèsia l'abril de 2012. Anwar va repartir l'estrella en ascens Rio Dewanto en el paper principal com un home que ha de rescatar la seva família d'un assassí que els persegueix. La pel·lícula es va projectar al South by Southwest on va rebre crítiques generalment positives, incloses de Richard Kuipers de Variety, que la va anomenar un "entrega d'idees" i que "aquest extrem d'arthouse deixarà una impressió duradora en molts auds". Va rebre l'estrena en cinemes a França i va ser retitulaeq com a Ritual per a la seva estrena estatunidenca.
El 2015, Anwar va estrenar el seu cinquè llargmetratge el drama urbà A Copy of My Mind amb Chicco Jerikho i Tara Basro als papers principals. Rodada només en 8 dies, la pel·lícula va ser l'única pel·lícula del sud-est asiàtic que es va projectar a la 72a Mostra Internacional de Cinema de Venècia. Al Premi Citra de 2015, la pel·lícula va ser nominada a 7 premis, inclòs a millor pel·lícula amb Anwar al millor director per primera vegada i Basro va guanyar el premi a la millor actriu a més d'una altra victòria per la mescla de so.

### 2017–2019:Satan's Slaves,Gundala,Impetigorei segon premi Citra al millor director
En el seu primer esforç de terror sobrenatural, Anwar va estrenar el seu sisè llargmetratge Satan's Slaves (Pengabdi Setan) el 2017. Un remake solt del clàssic de cultte del mateix nom de 1980, Satan's Slaves és el pel·lícula indonèsia més taquillera del 2017, així com la pel·lícula de terror més taquillera de tots els temps al país amb 4,2 milions d'entrades. També va sortir bé a altres territoris, i es va convertir en la pel·lícula indonèsia més taquillera que s'ha estrenat mai a Malàisia.Als 37ns Premis Citra, la pel·lícula va guanyar 7 de les 13 nominacions. Al segon Overlook Film Festival, la pel·lícula va guanyar el premi del jurat de llargmetratges. Anwar també va coescriure el guió de Stip & Pensil amb Ernest Prakasa i Bene Dion Rajagukkuk, pels quals van ser nominats als Premis Citra 2017 al millor guió original.
A més de Satan's Slaves, Anwar va aparèixer en petits papers d'actuació en set pel·lícules entre el 2017 i el 2018. Això inclou Galih & Ratna, My Generation, The Underdogs, Daysleepers, 27 Steps of May i  Ave Maryam, i el thriller criminal de Malàisia Fly by Night.
El 2018, es va anunciar que Anwar dirigiria l'adaptació a imatge real del personatge del superheroi de còmics Gundala. La pel·lícula es va estrenar a nivell nacional l'agost de 2019, llançant la primera fase d'una sèrie de pel·lícules de superherois que conformarà l'univers cinematogràfic BumiLangit juntament amb altres personatges populars de superherois de còmics d'Indonèsia.A nivell internacional, es va estrenar a la secció Midnight Madness del Festival Internacional de Cinema de Toronto de 2019. Ala premia Citra 2019, Gundala va rebre 9 nominacions i en va guanyar 3 per a cinematografia, mescla de so i efectes visuals.A principis de gener de 2019, es va estrenar la comèdia dramàtica Orang Kaya Baru. Anwar va escriure el guió de la pel·lícula i va rebre una altra nominació al premi Citra al millor guió original.
L'octubre de 2019, Anwar va estrenar el folk de terror Impetigore (Perempuan Tanah Jahanam) com a vuitè llargmetratge, convertint-se en un èxit de crítica i comercial. Als Premis Citra 2020, Anwar va guanyar el seu segon Premi Citra al millor director, així com una nominació a la categoria de millor guió original. També va rebre una altra nominació a la categoria de millor guió adaptat per haver escrit el remake de Kimo Stamboel del clàssic de terror indonesi The Queen of Black Magic. Les 17 nominacions d'Impetigore van batre el rècord de més nominacions rebudes per una pel·lícula que abans estava en mans de Marlina the Murderer in Four Acts de Mouly Surya amb 14 nominacions el 2018. A nivell internacional, es va estrenar al Festival de Cinema de Sundance 2020 amb crítiques generalment positives. Josh Hurtado de Screen Anarchy lloa Anwar per continuar "forant-se un nínxol com un dels principals autors de gènere del món, passant de més enllà, ja té una obra increïblement impressionant, i sembla que només millora a mesura que es torna més ambiciós." El novembre de 2020, Impetigore es va anunciar com a Enviament oficial d'Indonèsia per als Premis Oscar de 2021.

### 2020–present: Bumilangit Cinematic Universe iSatan's Slaves: Communion
Poc després de l'estrena de Gundala, Anwar va ser anunciat com a productor executiu per supervisar la producció de diverses pel·lícules incloses al volum 1 previst de la franquícia de superherois Bumilangit Cinematic Universe. La primera d'aquestes pel·lícules següents a Gundala serà la dirigida per Upi Avianto Sri Asih i Patriot Taruna: Virgo and the Sparklings d’Ody C. Harahap, que inicialment estava previst per a un llançament el 2020, però que es va ajornar al 2021 a causa de la pandèmia de COVID-19. S'han previst un total de 8 pel·lícules per a la sèrie del volum 1, totes les quals rebran el tractament d'Anwar com a productor creatiu.
El juliol de 2020, Anwar va mostrar el seu proper projecte a Instagram publicant un collage de les seves vuit pel·lícules anteriors amb una novena imatge que suposadament insinuava el seu novè llargmetratge, escrivint "La meva novena pel·lícula. Està en marxa. Després de 9 pel·lícules, probablement sigui un bon moment per començar de nou." Al juny de 2022, Anwar va llançar el tràiler de la seva propera pel·lícula Satan's Slaves 2: Communion, una seqüela de Satan's Slaves del 2017. L'abril de 2022, es va anunciar que Anwar dirigiria una adaptació del conte Fritzchen de Charles Beaumont amb un guió de Michael Voyer.
L'agost de 2022, es va estrenar Satan's Slaves 2: Communion, superant el milió d'entrades després de només dos dies al cinema. Actualment és la tercera pel·lícula indonèsia més taquillera de tots els temps, amb 6,3 milions d'entrades. Al setembre, Netflix va anunciar que estaven treballant en 7 produccions originals amb cineastes indonesis, inclòs Anwar, que dirigirà una sèrie limitada de 7 episodis de thriller de ciència-ficció titulada Nightmares and Daydreams. Els col·laboradors freqüents Ario Bayu i Marissa Anita protagonitzaran la sèrie al costat de Ruth Marini i Putri Ayudya. El novembre següent,  Sri Asih es va estrenar al cinema com a segona entrada a l'univers cinematogràfic Bumilangit, que Anwar va escriure i va produir.
El 2024, Joko Anwar's Nightmares and Daydreams, una sèrie d'antologia de set capítols creada per Anwar, es va publicar a Netflix. La sèrie combina elements de ciència-ficció i terror, amb tots els episodis ambientats a Jakarta durant diferents períodes.

## Vida personal
Anwar interactua activament amb els seus fans a les xarxes socials, especialment a Twitter.El setembre de 2009, va publicar al seu compte de Twitter que entraria completament nu a una botiga de conveniència si aconseguia 3.000 seguidors al dia. Va acabar guanyant més de 13.000 seguidors i va complir la promesa, causant una petita controvèrsia. Al gener de 2021, tenia 1,7 milions de seguidors a Twitter.

## Filmografia

### Llargmetratges
| Any  | Pel·lícula                   | Director | Productor | Guionista |
| ---- | ---------------------------- | -------- | --------- | --------- |
| 2003 | Arisan!                      | No       | No        | Sí        |
| 2005 | Janji Joni                   | Sí       | No        | Sí        |
| 2007 | Jakarta Undercover           | No       | No        | Sí        |
| 2007 | Dead Time: Kala              | Sí       | No        | Sí        |
| 2007 | Quickie Express              | No       | No        | Sí        |
| 2008 | Fiksi.                       | No       | No        | Sí        |
| 2009 | The Forbidden Door           | Sí       | No        | Sí        |
| 2012 | Ritual                       | Sí       | No        | Sí        |
| 2015 | A Copy of My Mind            | Sí       | Executiu  | Sí        |
| 2017 | Stip & Pensil                | No       | No        | Sí        |
| 2017 | Satan's Slaves               | Sí       | No        | Sí        |
| 2019 | Orang Kaya Baru              | No       | No        | Sí        |
| 2019 | Gundala                      | Sí       | No        | Sí        |
| 2019 | Impetigore                   | Sí       | No        | Sí        |
| 2019 | The Queen of Black Magic     | No       | No        | Sí        |
| 2022 | Satan's Slaves 2: Communion  | Sí       | No        | Sí        |
| 2022 | Sri Asih                     | No       | Sí        | Sí        |
| 2023 | Virgo and the Sparklings     | No       | Sí        | No        |
| 2024 | Grave Torture                | Sí       | No        | Sí        |
| TBA  | The Siege at Thorn High      | Sí       | No        | No        |
| TBA  | Satan's Slaves 3             | Sí       | No        | No        |
| TBA  | Gundala the Son of Lightning | Sí       | No        | No        |
| TBA  | Fritzchen                    | Sí       | No        | No        |

### Curtmetratges
| Any  | Pel·lícula       | Director | Productor | Guionista |
| ---- | ---------------- | -------- | --------- | --------- |
| 2003 | Joni Be Brave    | Sí       | No        | Sí        |
| 2004 | Ajeng Ajeng      | Sí       | No        | Sí        |
| 2012 | Grave Torture    | Sí       | No        | Sí        |
| 2012 | Fresh to Move On | Sí       | No        | Sí        |
| 2012 | Durable Love     | Sí       | No        | Sí        |
| 2012 | Suncatchers      | Sí       | No        | Sí        |
| 2013 | The New Found    | Sí       | No        | Sí        |
| 2016 | Jenny            | Sí       | No        | Sí        |
| 2016 | Don't Blink      | Sí       | No        | Sí        |
| 2017 | Jalanin Aja      | Sí       | No        | Sí        |

### Crèdits d’actuació
| Any  | Pel·lícula                  | Paper                                | Notes        |
| ---- | --------------------------- | ------------------------------------ | ------------ |
| 2003 | Arisan!                     | Restaurant Manager                   |              |
| 2006 | Love for Share              | Producer                             |              |
| 2008 | Mereka Bilang, Saya Monyet! | Boss                                 |              |
| 2008 | Blind Pig Who Wants to Fly  | Yahya                                | Protagonista |
| 2009 | Macabre                     | Yuppie #3                            |              |
| 2010 | Madame X                    | Aline                                |              |
| 2012 | Parts of the Heart          | Peter (35 anys)                      |              |
| 2012 | Missing                     | Neighbour                            | curtmetratge |
| 2013 | Demi Ucok                   | Productor                            |              |
| 2013 | 3Sum                        | Cameo                                |              |
| 2014 | Before the Morning After    | Membre de la Cambra de Representants |              |
| 2015 | Nay                         | Pram                                 | Veu          |
| 2015 | Melancholy Is a Movement    | Ell mateix                           |              |
| 2016 | Three Sassy Sisters         | Taxista                              |              |
| 2017 | Galih & Ratna               | Dedy                                 |              |
| 2017 | My Generation               | pare de Konji                        |              |
| 2017 | The Underdogs               | pare d’Ellie                         |              |
| 2017 | Satan's Slaves              | Dono Budiono                         |              |
| 2018 | Fly by Night                | Alan                                 |              |
| 2018 | Daysleepers                 | Tito                                 |              |
| 2018 | 27 Steps of May             | Opponent's Boxer Manager             |              |
| 2018 | Ave Maryam                  | Pare Martin                          |              |
| 2022 | Satan's Slaves 2: Communion | Passatger de bus                     |              |

### Televisió
| Amy     | Títol                                 | Director | Productor | Guionista | Notes                      | Company |
| ------- | ------------------------------------- | -------- | --------- | --------- | -------------------------- | ------- |
| 2015–16 | Halfworlds                            | Sí       | No        | Sí        | Temporada 1 (8 episodis)   | HBO     |
| 2018    | Folklore                              | Sí       | No        | Sí        | Episodi: "A Mother's Love" | HBO     |
| 2024    | Joko Anwar's Nightmares and Daydreams | Sí       | Sí        | Sí        | Web series                 | Netflix |

## Col·laboradors freqüents
Anwar ha treballat amb diversos actors i actrius en múltiples pel·lícules, el més destacat és Arswendy Bening Swara, que va aparèixer en sis pel·lícules i Tara Basro, que va aparèixer en cinc de les seves pel·lícules com a protagonista consecutiva entre A Copy of My Mind  el 2015 i Satan's Slaves 2: Communion el 2022.
| Actors            | Joni's Promise (2005) | Dead Time: Kala (2007) | The Forbidden Door (2009) | Ritual (2012) | A Copy of My Mind (2015) | Satan's Slaves (2017) | Gundala (2019) | Impetigore (2019) | Satan's Slaves 2: Communion (2022) | Grave Torture (2024) |
| ----------------- | --------------------- | ---------------------- | ------------------------- | ------------- | ------------------------ | --------------------- | -------------- | ----------------- | ---------------------------------- | -------------------- |
| Ario Bayu         |                       | Yes                    | Yes                       |               | Yes                      |                       | Yes            | Yes               |                                    |                      |
| Asmara Abigail    |                       |                        |                           |               |                          | Yes                   | Yes            | Yes               | Yes                                |                      |
| Arswendi Nasution |                       | Yes                    | Yes                       |               |                          | Yes                   | Yes            | Yes               |                                    | Yes                  |
| Ayu Laksmi        |                       |                        |                           |               |                          | Yes                   |                |                   | Yes                                |                      |
| Bront Palarae     |                       |                        |                           |               |                          | Yes                   | Yes            |                   | Yes                                |                      |
| Fachri Albar      |                       | Yes                    | Yes                       |               |                          | Yes                   |                |                   | Yes                                | Yes                  |
| Marissa Anita     |                       |                        |                           |               |                          |                       | Yes            | Yes               |                                    |                      |
| Marsha Timothy    |                       |                        | Yes                       | Yes           |                          |                       |                |                   |                                    |                      |
| Muhammad Adhiyat  |                       |                        |                           |               |                          | Yes                   |                |                   | Yes                                |                      |
| Nasar Anuz        |                       |                        |                           |               |                          | Yes                   |                |                   | Yes                                |                      |
| Endy Arfian       |                       |                        |                           |               |                          | Yes                   |                |                   | Yes                                |                      |
| Rio Dewanto       |                       |                        | Yes                       | Yes           |                          |                       | Yes            |                   |                                    |                      |
| Sujiwo Tejo       | Yes                   | Yes                    |                           |               |                          |                       | Yes            |                   |                                    |                      |
| Surya Saputra     | Yes                   |                        |                           | Yes           |                          |                       |                |                   |                                    |                      |
| Tara Basro        |                       |                        |                           |               | Yes                      | Yes                   | Yes            | Yes               | Yes                                |                      |
| Muzakki Ramdhan   |                       |                        |                           |               |                          |                       | Yes            |                   | Yes                                | Yes                  |
| Christine Hakim   |                       |                        |                           |               |                          |                       |                | Yes               |                                    | Yes                  |